# Кондаурова, Екатерина Борисовна
Екатери́на Бори́совна Кондау́рова род. 20 августа 1982, Москва) — прима-балерина Мариинского театра. Заслуженная артистка Российской Федерации (2020). Лауреат премий «Золотая маска» (2011) и «Бенуа танца» (2006), дважды лауреат премии «Золотой софит» (2008 и 2010).

## Биография
Родилась в Москве в семье отца-оптика и матери-домохозяйки, воспитывавшей двух детей. В детстве занималась гимнастикой, танцами, фортепиано. Две попытки поступить в Московскую академию хореографии провалились. Ещё год провела в балетном классе школы Михаила Лавровского. Один из педагогов посоветовал её матери попробовать дочь в Санкт-Петербургскую Академию балета имени Вагановой.
После окончания Академии в 2001 году по классу заслуженного деятеля искусств Татьяны Удаленковой Кондаурова была принята в балетную труппу Мариинского театра. В 2003 году её приметил Уильям Форсайт, когда балет Мариинского театра исполнял во Франкфурте его произведение «Там, где висят золотые вишни». Уже через год, когда Форсайт ставил три своих балета на сцене Мариинского театра, он дал ведущую роль Кондауровой. С того времени она была востребована в современных постановках Алексея Ратманского и Кирилла Симонова.
За ней закрепилось амплуа исполнительницы современных партий, и ролей в классических произведениях, как «Корсар» и «Спящая красавица», она долго не получала. Педагог-репетитор Ольга Ченчикова в частном порядке выучила высокорослую Кондаурову классическим па-де-де, благодаря чему вскоре ей дали роли в «Пахите» и «Баядерке». С 2007 года — после перехода Ченчиковой в «Ла Скалa» — педагогом Екатерины стала Эльвира Тарасова. Впоследствии Кондаурова танцевала в балетах Джорджа Баланчина, а осенью 2008 года она получила роль Одетты-Одиллии в «Лебедином озере».
С июня 2012 года — прима-балерина. В нынешнем составе балетной труппы Мариинского театра Кондаурова является одной из прим-балерин. Вместе с балетом театра она гастролировала в Великобритании, Германии, Нидерландах, Норвегии, Китае и США.
В марте 2008 года Кондаурова вышла замуж за партнёра по многим партиям и солиста характерного танца в Мариинском театре Ислома Баймурадова.
|  | Она спонтанее на сцене, чем большинство её коллег. И всё то, что часто похоже на импровизацию, на самом деле хорошо отрепетировано.Алексей Ратманский |

#### Репертуар в Мариинском театре
- Мирта, Зюльма, «Жизель» — хореография Жана Коралли, Жюля Перро, Мариуса Петипа;
- Медора, «Корсар» — постановка Петра Гусева на основе композиции и хореографии Мариуса Петипа;
- Никия, Гамзатти, «Баядерка» — хореография Мариуса Петипа, редакция Владимира Пономарёва и Вахтага Чабукиани;
- фея Сирени, «Спящая красавица» — хореография Мариуса Петипа в редакции Константина Сергеева;
- Одетта-Одиллия, «Лебединое озеро» — хореография Мариуса Петипа и Льва Иванова, редакция Константина Сергеева;
- Раймонда, Генриетта, Grand pas, «Раймонда» — хореография Мариуса Петипа, редакция Константина Сергеева;
- Grand pas из балета «Пахита» — хореография Мариуса Петипа;
- Повелительница дриад, Уличная танцовщица, «Дон Кихот» — хореография Мариуса Петипа, Александра Горского;
- балеты Михаила Фокина:
  - Жар-птица, «Жар-птица»,
  - Зобеида, «Шехеразада»,
  - «Лебедь»;
- балеты Джорджа Баланчина:
  - Титания, Ипполита «Сон в летнюю ночь[англ.]»;
  - «Вальс»,
  - II. Adagio, «Симфония до мажор»,
  - Сирена, «Блудный сын»,
  - «Серенада»,
  - Холерик, «Четыре темперамента[англ.]»,
  - Изумруды, Рубины, Бриллианты, «Драгоценности[англ.]»;
- Маргарита, «Маргарита и Арман[англ.]» — хореография Фредерика Аштона;
- Смерть, «Юноша и смерть» — хореография Ролана Пети;
- Зарема, Мария, Бахчисарайский фонтан" — хореография Ростислава Захарова;
- Фригия, Эгина, «Спартак» — хореография Леонида Якобсона;
- Мария Тальони, Pas de quatre — хореография Антона Долина, по мотивам Жюля Перро;
- Мехменэ Бану, «Легенда о любви» — хореография Юрия Григоровича;
- Девушка, «Ленинградская симфония» — сценарий и хореография Игоря Бельского;
- балеты Леонида Лавровского:
  - Джульетта, «Ромео и Джульетта»,
  - Нимфы, «Вальпургиева ночь»;
- Кармен, «Кармен-сюита» — хореография Альберто Алонсо;
- «В ночи» — хореография Джерома Роббинса;
- Солистка, Simple Things — хореография Эмиля Фаски;
- балеты Бенжамена Мильпье:
  - Without,
  - La nuit s’achève;
- балеты Уильяма Форсайта:
  - «Там, где висят золотые вишни[нем.]»,
  - Approximate Sonata;
- Соблазнительница, «Волшебный орех» — постановка Михаила Шемякина, хореография Довены Пандурски;
- Королева снежинок, восточный танец, «Щелкунчик» — постановка Михаила Шемякина, хореография Кирилла Симонова;
- балеты Алексея Ратманского:
  - Мачеха, «Золушка»,
  - Кобылица, Морская царевна, «Конёк-Горбунок»,
  - Анна Каренина, «Анна Каренина»,
  - Concerto DSCH;
- Королева моря, «Ундина» — хореография Пьера Лакотта;
- Солистка, «Парк» — хореография Анжелена Прельжокажа;
- «Нежные воспоминания» — хореография Иржи Бубеничека[чеш.];
- «Весна священная» — хореография Саши Вальц;
- «Инфра» — хореография Уэйна Макгрегора.
- Царица бала, «Медный всадник» хореография Ростислава Захарова, Юрия Смекалова:

Также в репертуаре:
- Reverence — хореография Дэвида Доусона;
- Маркиза Доримена, «Мещанин во дворянстве» — хореография Никиты Дмитриевского;
- Альма, «Стеклянное сердце» — хореография Кирилла Симонова;
- Ольга, «Золотой век»;
- * балеты Антона Пимонова:
  - «Хореографическая игра 3х3»,
  - Inside the lines;
- SeasonS — хореография Ильи Живого.

## Награды и премии
- 2006 — Лауреат приза «Бенуа танца» (за роль Заремы в «Бахчисарайском фонтане» Ростислава Захарова)[4][9]
- 2008 — Лауреат премии «Золотой софит» (за роль Альмы в спектакле «Стеклянное сердце»)[4][9]
- 2010 — Лауреат премии «Золотой софит» (за роль «Анны Карениной»)[4][9]
- 2010 — Лауреат премии «Золотая маска» (за роль «Анны Карениной»)[4][9]
- Приз журнала «Балет» «Душа танца» в номинации «Звезда» (2011)[4]
- 2020 — Заслуженная артистка Российской Федерации (11 марта 2020 года) — за большой вклад в развитие отечественной культуры и искусства, многолетнюю плодотворную деятельность[10]